# Chun Doo-hwan
Chun Doo-hwan (전두환?, 全斗煥?, Jeon DuhwanRR, Chǒn TuhwanMR) (Hapcheon-gun, 18 de enero de 1931-Seúl, 23 de noviembre de 2021) fue un militar, político y dictador surcoreano que fue presidente de Corea del Sur desde 1980 hasta 1988.
De destacada trayectoria militar, su paso por la política ha sido en cambio objeto de controversia. Después de que Park Chung-hee fuese asesinado en 1979, lideró un golpe en las Fuerzas Armadas para influir en el nuevo gobierno. Un año después ordenó disolver la Asamblea Nacional a través de otro golpe de Estado, para presentarse luego a las elecciones presidenciales de 1980 como único candidato.
Su mandato estuvo marcado por un mayor acercamiento a Estados Unidos, el desarrollo de la economía nacional y una serie de políticas autoritarias que terminarían provocando su caída en 1987, cuando tuvo que enfrentar movilizaciones sociales en favor de medidas democráticas y el restablecimiento de las libertades civiles. La reforma constitucional de octubre de 1987 marcó el inicio de la Sexta República de Corea del Sur. 
Fue condenado en 1997 por su implicación en el golpe de Estado de 1979, por la represión violenta del levantamiento de Gwangju y por corrupción política.

## Biografía

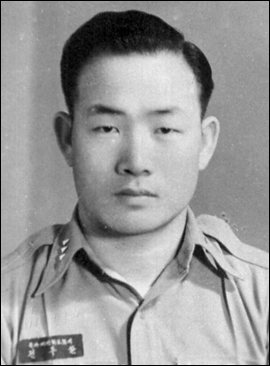
Doo-hwan en 1959.

Nació el 18 de enero de 1931 en Hapcheon (Gyeongsang del Sur), en el seno de una familia numerosa de orígenes humildes que se dedicaba a la agricultura. Cuando tenía 5 años se trasladaron a Daegu, donde cursó la educación básica y vivió la mayor parte de su juventud, con la excepción de dos años de residencia en Jilin (China) en los últimos años de la Segunda Guerra Mundial.
Tras completar la educación secundaria en 1951, Chun ingresó en la Academia Militar de Corea y en 1955 obtuvo el graduado con el título de subteniente por la undécima promoción. A continuación pasó por diversas escuelas militares estadounidenses, donde se especializó en guerrilla y técnicas de guerra psicológica, y contrajo matrimonio con Rhee Soon-ja, la hija de su comandante superior en la Academia Militar.
Cuando era capitán, apoyó el golpe de Estado del 16 de mayo de 1961 por el que el general Park Chung-hee ascendió al poder, y asumió la secretaría de Interior dentro de la junta militar que gobernó hasta 1963. Durante su ascenso en el estamento militar ocupó puestos como la dirección de personal en la nueva Agencia Central de Inteligencia Coreana (KCIA) y diversas comandancias de regimientos y divisiones en conflictos armados, incluyendo la Guerra de Vietnam. Al poco de regresar a Corea en 1971, siguió progresando hasta convertirse en director adjunto del Servicio de Seguridad (1976), el grado de general (1978), la comandancia de la Primera División de Infantería (1978) y el liderazgo del Comando de Seguridad.

### Golpe de Estado de 1980
Al tiempo que ganaba influencia dentro de la jerarquía militar, Doo-hwan formó una cámara de poder con oficiales y amigos de la Academia Militar, conocida como Hanahoe (하나회). Después de que Park Chung-hee fuese asesinado en un atentado el 26 de octubre de 1979 por el jefe de la KCIA, Kim Jae-gyu, se abrió un escenario donde el presidente en funciones, Choi Kyu-hah, prometió reformas democráticas en la Cuarta República. Sin embargo, el estamento militar había iniciado un enfrentamiento interno para hacerse con el poder. Chun acusó a la KCIA y al jefe del Estado Mayor del Ejército, Jeong Seung-hwa, de estar detrás del magnicidio.
El 12 de diciembre de 1979, varios militares vinculados al Hanahoe dieron un golpe de Estado para hacerse con el control de las Fuerzas Armadas. Chun Doo-hwan lideraba la operación sin el consentimiento del presidente, y también estaban implicados en ella otros líderes como el general Roh Tae-woo. A la mañana siguiente, el Ministerio de Defensa y los cuarteles del ejército habían sido ocupados, Jeong Seung-hwa había sido arrestado y relegado de su cargo, y Doo-hwan era de facto el líder del país. Los mandos militares presionaron después al presidente para que le otorgara la dirección de la KCIA en abril de 1980.
Las protestas por la cada vez mayor influencia militar en la política surcoreana motivaron un nuevo golpe de Estado en 1980 que supuso el arresto de los principales líderes de la oposición, como Kim Dae-Jung, y la declaración de la ley marcial bajo el pretexto de que Corea del Norte podía atacar el país. El hecho más grave se produjo durante el levantamiento de Gwangju (18 al 27 de mayo), una sublevación popular que fue disuelta por el ejército surcoreano con extrema violencia: al menos 450 muertos en diez días de enfrentamientos, según fuentes oficiales. Los militares tomaron el control del país a través de la disolución de la Asamblea Nacional y su reemplazo por una Comisión Militar, encabezada por Choi Kyu-hah pero dirigida en realidad por Doo-hwan. En agosto, Kyu-hah fue forzado a dimitir y Doo-hwan dejó cualquier cargo militar para presentarse como civil a las elecciones presidenciales de Corea del Sur, siendo el único candidato. Finalmente, en octubre se aprobó en referéndum una nueva constitución con el 91% de los votos a favor.
En un principio Estados Unidos, liderado por el presidente Jimmy Carter, mostró su preocupación por la persecución a opositores y se planteó retirar sus tropas militares del país. No obstante, la situación cambió por completo con la victoria del republicano Ronald Reagan, más favorable al general. Doo-hwan levantó la ley marcial en enero de 1981, conmutó la pena de muerte a Kim Dae-Jung por otra de cadena perpetua, y los estadounidenses reconocieron su gobierno con apoyo militar y económico.

## Presidencia de Corea del Sur

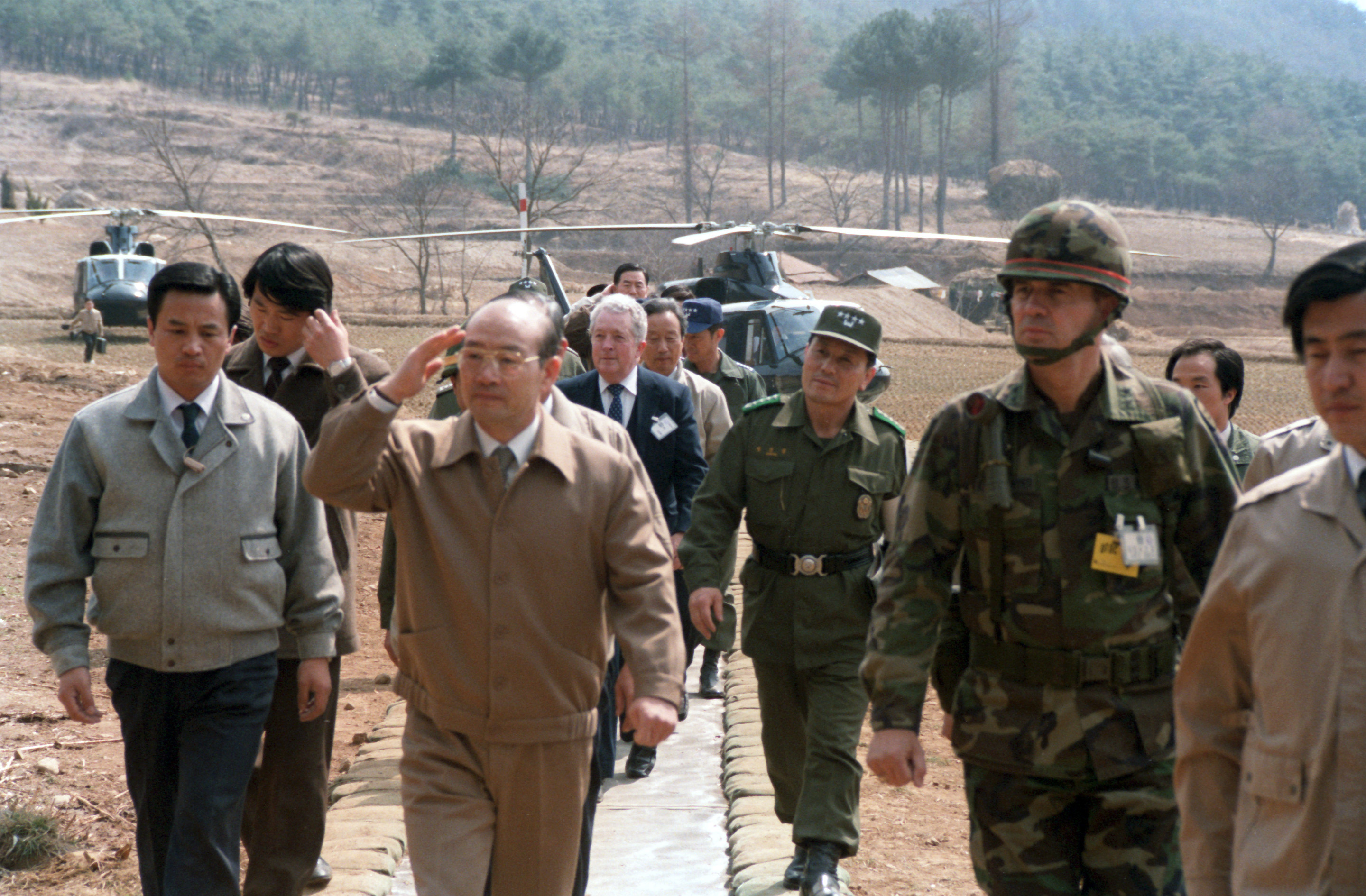
Chun Doo-hwan saluda a los militares del ejército de Estados Unidos (1985).

La aprobación de la nueva constitución dio inicio a la Quinta República de Corea del Sur en 1981. Ese mismo año se celebraron elecciones presidenciales —las últimas con sufragio indirecto— y elecciones legislativas. Al haberse suspendido los partidos políticos antiguos, Doo-hwan se presentó con el nuevo Partido de la Justicia Democrática, heredero del Democrático Republicano de 1963. El candidato revalidó la presidencia con el 90% de los votos para un mandato de 6 años, en unas votaciones por colegio electoral. Y en las legislativas obtuvo mayoría absoluta con 151 escaños en la Asamblea Nacional. 
Durante su mandato toleró algunos partidos de la oposición y deshizo la norma —introducida por Chung-hee— que permitía al presidente elegir un tercio de los diputados de la Asamblea Nacional. No obstante, mantuvo que el presidente fuese elegido indirectamente y siguió limitando la libertad de expresión. En 1981 el estado tomó el control de un medio privado (MBC) y concentró el poder en materia de radiodifusión sobre la corporación pública KBS.
Durante el mandato de Chun, se vivió una reactivación del llamado «milagro económico coreano». En la década de 1980 se alcanzó un crecimiento anual del 8% en el producto interno bruto, si bien el endeudamiento exterior también creció de forma exponencial. Aunque su gabinete introdujo medidas para liberalizar el mercado, el modelo de los conglomerados nacionales (chaebol) seguía apostando por un capitalismo donde la administración dirigía las inversiones en industrias según los intereses nacionales, en especial industria pesada, química y tecnología. Las relaciones con Corea del Norte seguían siendo muy tensas y no hubo avances en materia de reunificación coreana. A nivel internacional, las relaciones entre Corea del Sur y Estados Unidos mejoraron gracias a la coincidencia ideológica con Ronald Reagan y al final de la Guerra Fría. Además, en 1985 consiguió que el emperador de Japón, Hirohito, pidiese disculpas en nombre del país por los crímenes cometidos durante la ocupación japonesa de Corea.
El otro gran acontecimiento fue la concesión de los Juegos Olímpicos de Verano de 1988 a Seúl, otorgados en 1981. Doo-hwan preparó un ambicioso plan para promocionar Corea del Sur en el exterior y supervisó la organización del evento.
Para ganarse el favor de los ciudadanos promulgó medidas de regeneración política, que incluían la depuración de antiguos altos cargos implicados en casos de corrupción, y fomentó una política de pan y circo trayendo la televisión en color al país, relajando la censura de material erótico y creando asociaciones para la promoción del deporte. Pese a ello, la represión a opositores y la restricción de libertades públicas en una sociedad cada vez más próspera acrecentó el descontento popular, generando movilizaciones democráticas en todo el país.

### Atentado de Rangún
El 9 de octubre de 1983, Doo-hwan fue víctima de un intento de atentado en su visita oficial a Rangún (Birmania). Durante la estancia había planeado colocar una ofrenda floral en el Mausoleo de los Mártires en memoria de Aung San, uno de los impulsores de la independencia de Birmania que había sido asesinado en 1947. Cuando parte de su séquito llegó al mausoleo, una bomba explotó entre la multitud, dejando 21 fallecidos y 46 heridos de diversa consideración. Entre los muertos estaban el vice primer ministro y los tres ministros de Asuntos Exteriores, Planificación Económica e Industria. El presidente surcoreano se libró de la explosión porque su coche oficial estaba en mitad de un embotellamiento.
La policía birmana pudo identificar a los tres autores del atentado, todos ellos pertenecientes al Ejército Popular de Corea. Los sospechosos fueron detenidos y juzgados en Rangún.

## Transición a la democracia

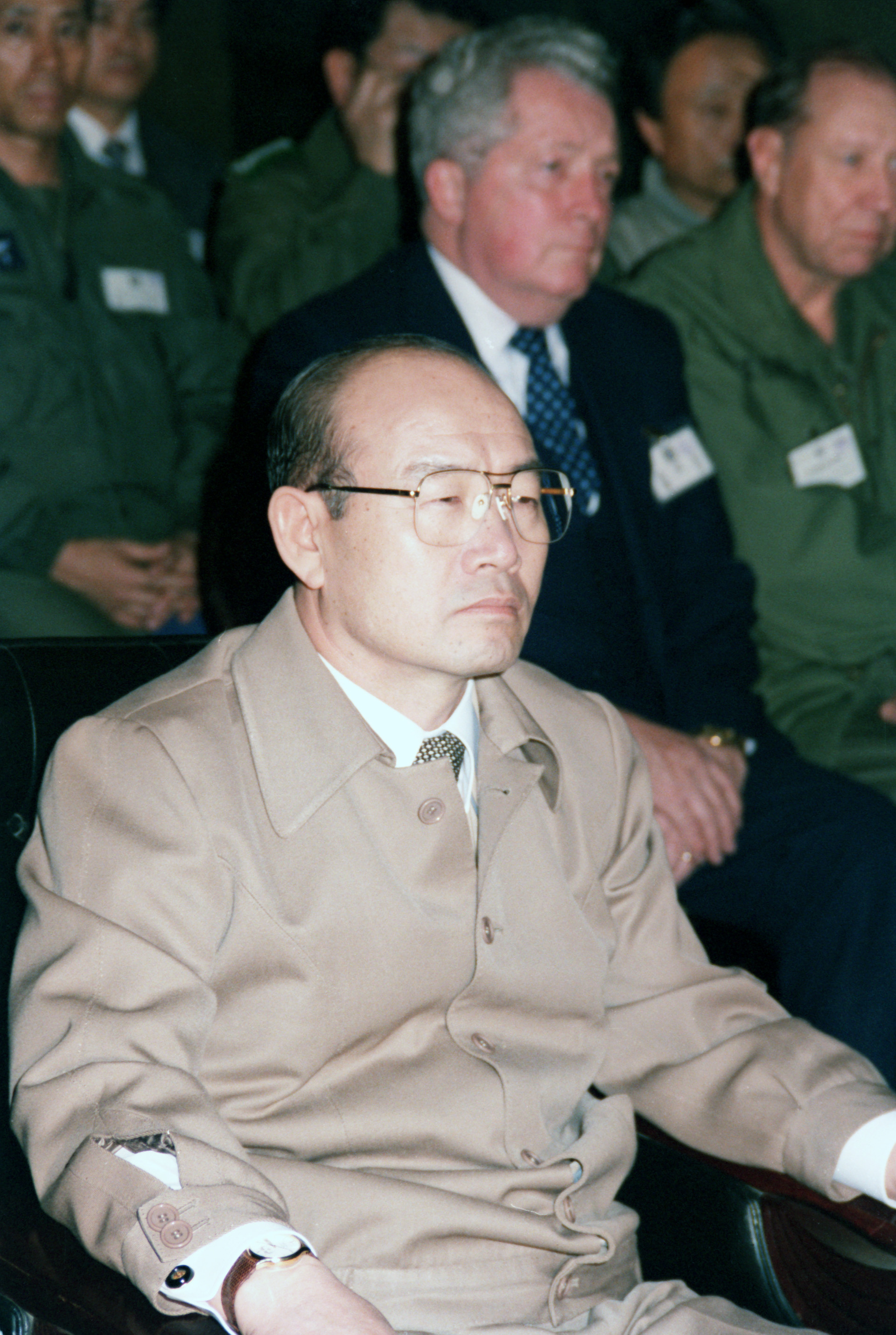
Chun Doo-hwan en 1985.

Chun Doo-hwan no iba a presentarse a la reelección en 1987, pero pretendía que el próximo presidente fuese alguien de su plena confianza. Por influencia de los militares que apoyaban al régimen de Chun, el elegido final fue Roh Tae-woo, compañero de promoción en la Academia Militar y colaborador en el golpe de Estado de 1979.
Por otro lado, buena parte de la sociedad civil surcoreana estaba movilizada para exigir reformas democráticas, en especial la comunidad estudiantil, en pie de guerra desde enero por el asesinato de un activista a manos de la policía. Cuando se conoció que Tae-woo sería el candidato, la oposición constituyó el Movimiento Democrático de Junio, que a través de marchas diarias exigía una transición hacia la democracia plena y elecciones presidenciales por sufragio universal. El 18 de junio se organizaron manifestaciones y huelgas en las grandes ciudades, que en principio fueron reprimidas por la policía. No obstante, Doo-hwan terminó tolerándolas por el temor a sanciones internacionales que pudiesen perjudicar la promoción del país y a los Juegos Olímpicos. De igual modo, el gobierno de los Estados Unidos llevaba tiempo pidiéndole que estableciese instituciones democráticas cuanto antes.
El 26 de junio se celebró la «Marcha Nacional por la Paz», en la que participaron más de un millón de personas en 34 ciudades. La actuación de la policía provocó graves disturbios en Seúl.
Al final, Chun Doo-hwan tuvo que ceder a las presiones populares y presentó su dimisión. El 29 de junio hizo una declaración en la que prometía reformar la constitución para que el presidente fuese elegido por sufragio universal, así como la libertad para que cualquier persona pudiese presentarse. Además decretó una amnistía general para liberar presos políticos, restablecer la libertad de prensa e instaurar derechos básicos como el habeas corpus. La enmienda constitucional fue aprobada en octubre.
Las elecciones presidenciales de Corea del Sur de 1987, celebradas el 16 de diciembre, depararon tres favoritos: Roh Tae-woo se mantuvo como el líder de Justicia Democrática, mientras que los opositores Kim Dae-Jung y Kim Young-sam se presentaron por separado. Dos semanas antes se había producido el atentado del Vuelo 858 de Korean Air, en el que fallecieron 115 personas. Tae-woo terminó proclamándose vencedor de los comicios con el 36,6% de los votos, frente a una oposición dividida que obtuvo el 28% (Young-sam) y 27% (Dae-jung), respectivamente. Doo-hwan dejó el cargo el 25 de febrero de 1988, momento en que comenzó la Sexta República.

## Últimos años
Al poco tiempo de abandonar el poder, Doo-hwan fue nombrado presidente de un Comité Nacional de Hombres de Estado y tuvo cierta influencia en la política nacional. Esa posición privilegiada le duró poco, pues en las elecciones legislativas de 1988 el Partido de la Justicia Democrática perdió la mayoría en la Asamblea Nacional. La oposición política promovió comisiones de investigación sobre la represión durante la Quinta República, incluida una sobre el levantamiento de Gwangju de 1980 que probaba la responsabilidad directa del expresidente en crímenes de Estado. Además, se supo que nueve familiares de Doo-hwan —incluidos dos de sus hermanos— estaban siendo investigados por corrupción.
El 11 de noviembre de 1988 Chun Doo-hwan pidió disculpas públicas, presentó la dimisión de todos sus cargos y anunció su retiro a un monasterio para expiar culpas. No regresaría a la escena pública hasta diciembre de 1990.
El cerco sobre su responsabilidad política se estrechó con la victoria presidencial en 1992 del opositor Kim Young-sam. En 1995, la fiscalía de Corea del Sur reabrió los casos contra Doo-hwan y su sucesor Roh Tae-woo por su implicación en escándalos de corrupción y la masacre de Gwangju. Doo-hwan fue encarcelado, acusado de ambos delitos y condenado a muerte en agosto de 1996. Tras presentar recurso, la Corte Suprema de Seúl rebajó la pena a cadena perpetua y el pago de una cuantiosa multa (220.000 millones de wons). El proceso no finalizó hasta el 17 de abril de 1997, cuando fue formalmente acusado de corrupción y 12 delitos contra la seguridad nacional, todos vinculados con el golpe de Estado de 1979 y la represión del levantamiento de Gwangju. Sin embargo, el expresidente solo cumplió un año de condena; en diciembre de 1997, Kim Young-sam acordó con Kim Dae-Jung concederle la amnistía como gesto de «reconciliación nacional».
El perdón oficial no incluyó la rebaja de la multa impuesta. Doo-hwan solo ha pagado una cuarta parte y alega que no le queda más dinero, así que el gobierno surcoreano ha abierto una investigación para descubrir su patrimonio real.

## Nueva condena
En noviembre de 2020 Chun fue condenado por un tribunal de Gwangju a 8 meses de prisión por difamar a un difunto testigo presencial de la masacre de Gwangju, el cual afirmó haber visto helicópteros que disparaban contra civiles. Chun recurrió contra la sentencia y se presentó ante el tribunal el 9 de agosto, pero abandonó la sala solo 25 minutos después del comienzo de la audiencia, con muestras de padecer dificultades respiratorias. A continuación se supo que se le había diagnosticado mieloma múltiple y que estaba hospitalizado.

## Muerte
Chun murió en su casa en Yeonhui-dong, Seodaemun-gu, Seúl, el 23 de noviembre de 2021 por complicaciones de leucemia. Grupos como la Fundación Conmemorativa del 18 de mayo lamentaron que Chun murió sin haber pedido perdón por sus crímenes.
Dado que Chun nunca se disculpó por su papel en la masacre de Gwangju y sus crímenes pasados, la Casa Azul solo expresó sus condolencias privadas a su familia a través de un portavoz y anunció que no había ningún plan para enviar coronas de flores. Tras su muerte, los partidos gobernantes y de oposición de Corea del Sur se abstuvieron de enviar sus condolencias oficiales. El gobierno también decidió no realizar un funeral de estado para Chun, y su funeral lo llevó a cabo su familia sin que el gobierno brindara asistencia.
Su cuerpo fue llevado al Hospital Severance de Seúl, donde fue incinerado antes del entierro. Por ley, Chun no era elegible para ser enterrado en un cementerio nacional debido a sus antecedentes penales y condena. Según su exsecretario presidencial, Chun había deseado ser enterrado en un lugar con vistas al territorio norcoreano.